# 陸棠
陸棠（?—1132年），字敬思，南宋官員。
楊時的女婿，從楊時遊者幾達三十年。建炎四年（1130年），范宗尹推薦為廣西提刑司屬官，未上任即遇范汝為起義。朝廷派遣陸棠與谢响同往招安。陆棠和施逵等竟秘密为范汝为出谋划策，建議與朝廷周旋。范汝为一度接受招安，不久又叛。绍兴二年（1132年），韓世忠平定叛亂，范汝为自殺。陆棠等人因參與叛乱，與谢响被拘禁押往行在，都在途中死去。